# Scientia potentia est

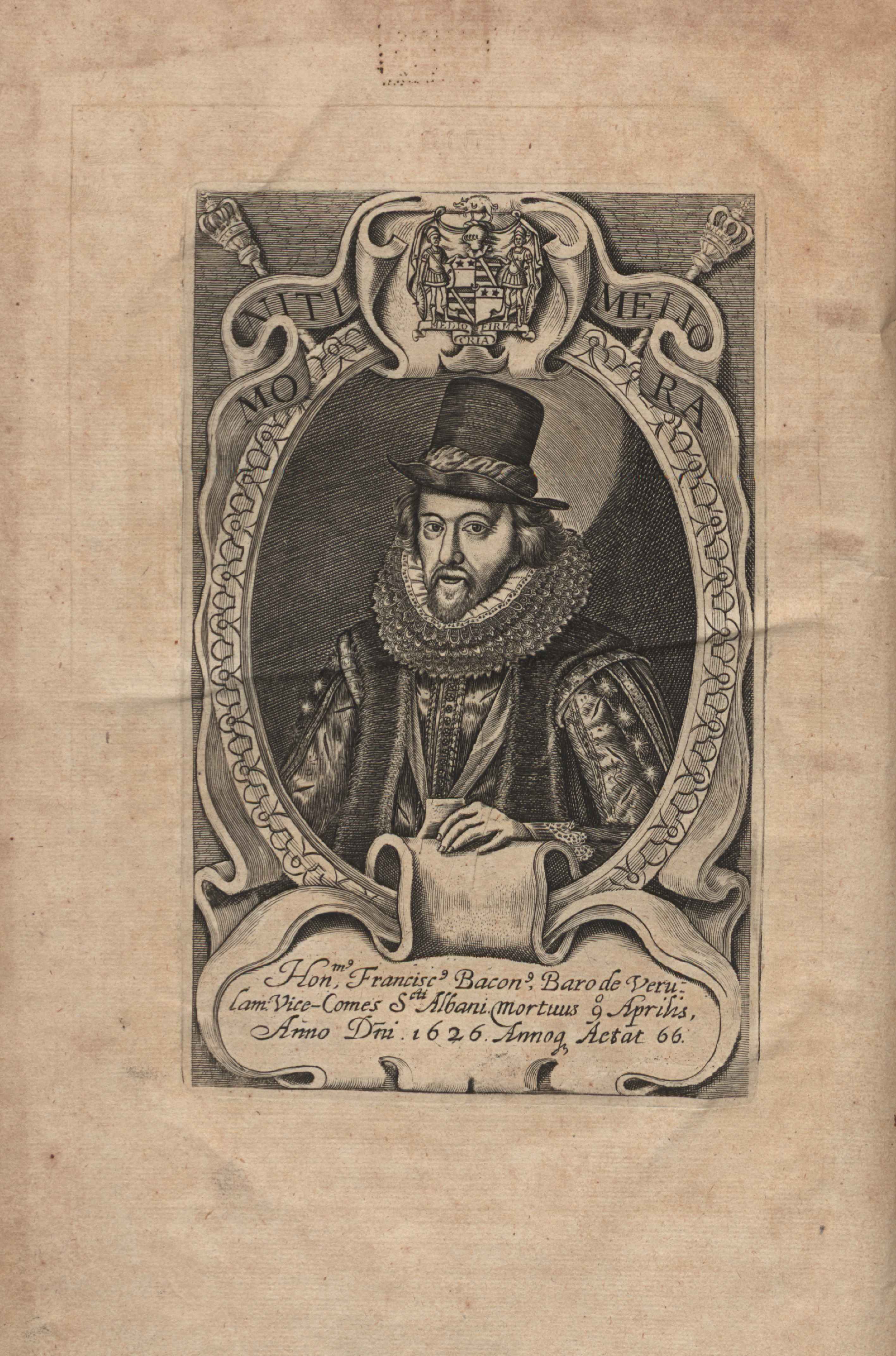
Sir Francis Bacon, "nam et ipsa scientia potestas est". Meditationes Sacrae (1597).

La frase scientia potentia est (o scientia est potentia) és un aforisme llatí amb el significat de "el coneixement és poder ", és a dir: el coneixement fonamentat d'una disciplina és el requisit previ per utilitzar-la al màxim. Se sol atribuir a Francis Bacon, que a la Meditationes sacrae de 1597 havia escrit "nam et ipsa scientia potestas est" ("ja que la ciència és en si mateixa un poder"), tot i que amb un significat diferent del modern.

## Atribució
La versió actual de la frase (scientia potentia est) s'atribueix a Thomas Hobbes, que en la seva joventut havia estat secretari de Bacon. Al seu De Homine (1658) Hobbes escriu:
| (Lla) 'Scientia potentia est, sed parva; quia scientia egregia rara est, nec proinde apparens nisi paucissimis, et in paucis rebus. Scientiae enim and natura est, ut esse intelligi non possit, nisi ab illis qui sunt scientia praediti. " | (Cat) “El coneixement és poder, però és un poder petit, perquè el coneixement que importa és rar, només es mostra molt poc i en molt poques coses. La naturalesa del coneixement [autèntic, Ed ] és de fet tal que no pot ser captada excepte per aquells que hi estan predisposats ". |
| (Thomas Hobbes, De Homine, X; trad.it. per Arcangelo Massoni) | |

El significat popular es pot remuntar a un proverbi hebreu, que figura al Llibre dels Proverbis, capítol 24, vers 5:
| (Heb) «בֶר - חָכָם בַּעוֹז; וְאִישׁ - דַּעַת, מְאַמֶּץ - כֹּחַ, "                     | (Cat) "Un home savi val més que un de fort, un home savi val més que un de vigorós". |
| (La Santa Bíblia, Pvb, 24,7; trad.it. del Centre Episcopal Italià) |                                                                                      |